# Orthoderina
Orthoderina es un género de insectos mantodeos perteneciente a la familia Mantidae. Es originario de Australia.

## Especies
Comprende las siguientes especies:
- Orthoderina fergusoniana
- Orthoderina straminea